# Димче Козаров
Димче Козаров или Козар (на македонска литературна норма: Димче Козаров) е виден комунистически функционер, юрист и политик от Социалистическа република Македония.

## Биография
От 1965 до 1967 година Козаров е кмет на Велес.
Козаров е републикански секретар за правосъдие в Изпълнителния съвет на Събранието на Македония (правителството) от 29 декември 1971 година до 8 май 1974 година.
От 1982 до 1987 година Козаров е член на Конституционния съд на страната, като от 1986 до 1987 година е и негов председател.